# Klippemalerier i Valcamonica
Klippemalerierne i Val Camonica udgør en af de største samlinger af forhistoriske helleristninger i verden  og var det første Verdensarvssted anerkendt af Unesco i Italien (1979). Unesco har anerkendt mere end 140.000 billeder, men nye opdagelser har registreret 200.000, hvis ikke 300.000. Der er helleristninger spredt på alle flader i dalen, men koncentreret i områderne Darfo Boario Terme, Capo di Ponte, Nadro, Cimbergo og Paspardo.

## Karakteristika
Ristningerne blev lavet over otte tusind år til jernalderen (1. årtusinde f.Kr.), mens petroglyphs fra den ældste periode tilskrives istidsfolket Camunni og er omtalt i latinske kilder. Traditionen med helleristninger ophører ikke pludseligt: de er identificeret – om end i meget lille antal: romerske, middelalderlige og til det nittende århundrede . De fleste af disse billeder er mejslet, mens meget få er graffiti.
Figurerne er undertiden lavet oven i hinanden tilsyneladende i tilfældig orden, mens andre er i logisk sammenhæng, som fx et billede af et religiøst ritual, en jagtscene eller en kamp. Det forklarer ordningen af billeder, som hver især er et ideogram og ikke det virkelige objekt, men dets "idé" De viser bl.a. højtidelige ritualer både religiøse og verdslige, der blev afholdt ved særlige lejligheder, enestående eller tilbagevendende . Blandt de mest berømte symboler i Val Camonica er "Rosa camuna", der er officielt logo i regionen Lombardiet.

## Den historiske cyklus
I 1960'erne var arkæologen Emmanuel Anati blandt de første til systematisk at studere området. Han udarbejdede en kronologi over helleristninger for at sammenligne stil og symboler fra oldtiden til middelalderen .

## Parker medklippekunst
| N° | Navn                                                             | Kommune                        | Koordinater                                   | Helleristninger |
| -- | ---------------------------------------------------------------- | ------------------------------ | --------------------------------------------- | --------------- |
| 1. | Parco nazionale delle incisioni rupestri di Naquane              | Capo di Ponte                  | 46°01′32″N 10°20′57″Ø / 46.02556°N 10.34917°Ø |                 |
| 2. | Parco archeologico nazionale dei Massi di Cemmo                  | Capo di Ponte                  | 46°01′52″N 10°20′20″Ø / 46.03111°N 10.33889°Ø |                 |
| 3. | Parco archeologico comunale di Seradina-Bedolina                 | Capo di Ponte                  | 46°02′00″N 10°20′29″Ø / 46.03333°N 10.34139°Ø |                 |
| 4. | Parco archeologico di Asinino-Anvòia                             | Ossimo                         | 45°57′19″N 10°14′47″Ø / 45.95528°N 10.24639°Ø |                 |
| 5. | Parco comunale delle incisioni rupestri di Luine                 | Darfo Boario Terme             | 45°53′20″N 10°10′46″Ø / 45.88889°N 10.17944°Ø |                 |
| 6. | Parco comunale archeologico e minerario di Sellero               | Sellero                        | 46°03′26″N 10°20′29″Ø / 46.05722°N 10.34139°Ø |                 |
| 7. | Parco archeologico comunale di Sonico                            | Sonico                         | 46°10′7″N 10°21′20″Ø / 46.16861°N 10.35556°Ø  |                 |
| 8. | Riserva naturale Incisioni rupestri di Ceto, Cimbergo e Paspardo | Ceto (Nadro) Cimbergo Paspardo | 46°01′6″N 10°21′10″Ø / 46.01833°N 10.35278°Ø  |                 |

## Eksterne kilder og henvisninger
1. 1 2 3  "File Unesco" (engelsk). Hentet 11 maj 2009.
2. 1 2 3 4  Piero Adorno, Mesolitico e Neolitico, p. 16.
3. 1 2 3  "Introduzione all'arte rupestre della Valcamonica su Archeocamuni.it" (italiensk). Hentet 11. maj 2009.
4. ↑  "Il ciclo istoriativo camuno on Archeocamuni.it" (italiensk). Hentet 10. september 2009.

- Wikimedia Commons har flere filer relateret til Klippemalerier i Valcamonica